# Cylindrarcturus leucophthalmus
Cylindrarcturus leucophthalmus är en kräftdjursart som beskrevs av Oleg Grigor'evich Kussakin och Galina S. Vasina 1995. Cylindrarcturus leucophthalmus ingår i släktet Cylindrarcturus och familjen Antarcturidae. Inga underarter finns listade i Catalogue of Life.